# Aviv Alush
Aviv Alush (em hebraico: אברהם אביב אלוש ; nascido em 12 de junho de 1982) é um ator, músico, modelo e apresentador de televisão israelense. Ganhou destaque por interpretar Amos Dahari “The Baker” na série israelense Beauty and the Baker, e como Jesus no filme norte-americano The Shack (2017).

## Biografia
Alush nasceu em Qiryat Bialik, Israel, filho de uma família de ascendência judaica tunisina e iemenita. Cresceu em Carmiel com a sua irmã mais nova, Reut Alush, que também é atriz.
Alush foi alistado como soldado de combate de Infantaria na Brigada Golani das Forças de Defesa de Israel, onde serviu de 2000 a 2003.

## Vida pessoal
Em 2011, casou-se com a advogada israelense Nofar Koren, com quem temve quatro filhos. Os dois moravam em Tel Aviv. Durante a pandemia, mudou-se com a família para uma fazenda no norte de Israel, perto do Monte Meron. 

## Carreira
Em 2012, foi escalado para o elenco regular da série psicológica The Gordin Cell, protagonizada por Ran Danker.
Em 2013, começou a interpretar Amos Dahari em Beauty and the Baker. A série se tornou um sucesso da crítica, sendo lançada para o público internacional no Amazon Prime Video e no Channel 4 no Reino Unido.
Em 2016, teve um papel coadjuvante como Rabino David em The Women's Balcony. O filme foi um grande sucesso de bilheteira em Israel e Alush foi nomeado para um Ophir Award para Melhor Ator Secundário.
Antes do seu papel no filme americano The Shack, em 2017, só tinha participado em filmes e na televisão israelense. Com a realização deste filme, é também o primeiro ator israelita a interpretar Jesus num filme de língua inglesa.
Ele também apareceu como ator de teatro, aparecendo na produção do Habima Theatre de Dangerous Liaisons em 2016. Anteriormente, participou na produção teatral de 2012 de O Mercador de Veneza, onde interpretou Gratiano.

## Filmografia
| Ano       | Título                            | Papel             | Notas          |
| --------- | --------------------------------- | ----------------- | -------------- |
| 2005      | Ed Medina                         | Kiko              | Telefilme      |
| 2005      | Pick Up                           | Gil Antabi        |                |
| 2006      | Al hacholmim                      | David Ben-Abu     | Curta          |
| 2008      | Ulai Hapa'am                      |                   |                |
| 2008-2009 | Ha-E                              | Ben               | Series regular |
| 2009-2010 | The Arbitrator                    | Idan Haromi       |                |
| 2010-2011 | Asfur                             | Kobi Sharvit      | Series regular |
| 2012      | Allenby St.                       | Erez              | Series regular |
| 2014      | The Red Hood Setup                | Abutbul           | Filme          |
| 2012-2015 | The Gordin Cell                   | Ofir Rider        | Series regular |
| 2016      | The Women's Balcony               | Rabbi David       | Filme          |
| 2017      | The Shack                         | Jesus             | Filme          |
| 2017      | An Israeli Love Story             | Eli Ben Zvi       | Filme          |
| 2018      | State Rules                       | Dudi              | Series regular |
| 2019-2020 | Unchained (Matir Agunot)          | Rabbi Yosef Morad | Series regular |
| 2020      | Valley of Tears (שעת נעילה)       | Yoav Mazuz        | Series regular |
| 2021      | Hit and Run                       | Omer Alon         |                |
| 2013-2021 | Beauty and the Baker (Lehiot Ita) | Amos Dahari       | Series regular |